# 始小翼鳥屬
始小翼鳥（學名：Eoalulavis）是一種真反鳥類。它們生存於1億1500萬年前白堊紀早期的阿普第階，其化石是在西班牙發現。其下已知只有一個物種，就是霍氏始小翼鸟（E. hoyasi）。
在發現的時候，始小翼鳥是最古老的鳥類擁有小翼羽；小翼羽是在拇指上的一束羽毛，可以幫助在低速中維持穩定性。這種特徵可能是從反鳥亞綱及現今鳥類祖先中獨立演化出來，或是再為古老的源自始祖鳥。由於大部份中生代原始鳥類也沒有這種特徵，所以最有可能是來自於前者。